# 纳米材料
奈米材料（英語：Nanomaterials）广义上是三维空间中至少有一维处于奈米尺度范围或者由该尺度范围的物质为基本结构单元所构成的材料的总称。由于奈米尺寸的物质具有与宏观物质所迥异的表面效应、小尺寸效应、宏观量子隧道效应和量子限域效应，因而奈米材料具有异于普通材料的光、电、磁、热、力学、机械等性能。奈米材料的性能往往由量子力学决定。
欧盟委员会则将奈米材料定义为一种由基本颗粒组成的粉状或团块状天然或人工材料，這一基本颗粒的一个或多个三维尺寸在1纳米至100纳米之间，并且这一基本颗粒的总数量在整个材料的所有颗粒总数中占50%以上。
根据物理形态划分，奈米材料大致可分为奈米粉末（奈米颗粒）、奈米纤维（奈米管、奈米线）、奈米膜、奈米块体和奈米相分离液体等五类。三维尺寸均为奈米量级的奈米粒子或人造原子被称为零维奈米材料，纳米纤维为一维奈米材料，而奈米膜（片、层）可以称为二维纳米材料，而有纳米结构的材料可以称为三维纳米材料。目前碳纳米管（carbon nanotube）是纳米科技的研究热点之一。
目前只有奈米粉末实现了工业化生产（如碳酸钙、白炭黑、氧化锌等），其它奈米材料基本上还处于实验室研究阶段。